# Alue Ambang
Alue Ambang is een bestuurslaag in het regentschap Aceh Jaya van de provincie Atjeh, Indonesië. Alue Ambang telt 1027 inwoners (volkstelling 2010).